# 木曽川橋駅
木曽川橋駅（きそがわばしえき）は、現在の愛知県一宮市北方町にあった、名古屋鉄道尾西線の駅。

## 歴史
現在の玉ノ井駅から先にあった廃止区間（玉ノ井駅・木曽川港駅間）に存在した駅である。木曽川港駅は貨物駅であったため、旅客駅としての終点は木曽川橋駅であった。一時期、一ノ宮駅（現名鉄一宮駅）・木曽川橋駅間を木曽川線と称していた。
駅名は1910年（明治43年）に架橋された木曽川橋（木製）より。この木曽川橋は1937年（昭和12年）に木曽川橋（旧道路法国道12号→新道路法国道22号→岐阜県道・愛知県道14号岐阜稲沢線）の架橋により撤去されている。橋脚跡は残っている。木曽川橋から木曽川橋駅までの距離は約300m。
名岐鉄道名岐線（現在の名鉄名古屋本線）の新一宮から岐阜までが1935年（昭和10年）に開通し、同線が全通する以前は名古屋と岐阜を結ぶ路線でもあった。当時は、名古屋側のターミナルであった柳橋駅から木曽川線を直通する急行が運転され、この乗客は終点の木曽川橋駅から木曽川対岸の笠松駅（初代笠松駅。現在の駅より南にあった。笠松駅、笠松口駅の項目も参照）までを徒歩（のちにバス）で移動し、そこから再び鉄道で岐阜方面へと向かう、という方式がとられていた。
- 1914年（大正3年）8月4日 - 尾西鉄道により新一宮駅・当駅間が開業した際に開設。
- 1918年（大正7年）5月1日 - 貨物線として当駅・木曽川港駅間が開業。
- 1922年（大正11年）7月10日 - 新一宮駅・木曽川港駅間が電化。
- 1925年（大正14年）8月1日 - 買収により名古屋鉄道尾西線の駅となる。
- 1944年（昭和19年）3月21日 - 奥町駅・木曽川港駅間が不要不急路線に指定され休止。
- 1959年（昭和34年）11月25日 - 休止中の玉ノ井駅・木曽川港駅間の廃止に伴い廃駅。

## 配線図
|            | 木曽川港駅 - 木曽川橋駅 構内配線略図（1943年） | → 新一宮方面 |
| 凡例 出典: |                                                |              |

## 現在
- 駅跡は民有地になっているが、プラットホームの痕跡がある。かつてのプラットホームの上に民家が建っている。
- 近くにある北方西保育園のグラウンドに「尾西鉄道木曽川橋駅跡」の説明看板がある。
- 名鉄名古屋本線木曽川堤駅から南西へ約600m付近である。